# Nguyễn Phúc Miên Tể
Nguyễn Phúc Miên Tể (chữ Hán: 阮福綿宰; 21 tháng 10 năm 1822 – 5 tháng 12 năm 1844), tự là Trọng Chân (仲真), hiệu Tùng Thự (松墅), tước phong Nghĩa Quốc công (義國公), là một hoàng tử con vua Minh Mạng nhà Nguyễn trong lịch sử Việt Nam.

## Tiểu sử
Hoàng tử Miên Tể sinh ngày 7 tháng 9 (âm lịch) năm Nhâm Ngọ (1822), là con trai thứ 18 của vua Minh Mạng, mẹ là Ngũ giai An tần Hồ Thị Tùy. Hoàng tử là người con thứ ba của bà An tần. Khi ra ở phủ riêng, ông xem nhiều sách vở, thông thuộc kinh thư, có học hạnh. Ông là người khiêm tốn, biết giữ phép tắc.
Năm Minh Mạng thứ 20 (1839), vua cho triệu 7 hoàng tử còn nhỏ tuổi chưa được phong tước vào chầu, trong đó có Miên Tể, sai làm thơ ngay trước mặt để vua xem học lực. Miên Tể và các hoàng tử Miên Vũ, Miên Bật, Miên Thủ lời thơ thông ý đều được gia thưởng; Miên Tích làm thơ chưa hợp cách, cũng châm chước cho qua; riêng hai hoàng tử Miên Thần, Miên Trữ đều bỏ giấy trắng, bị phạt 3 tháng lương. Vua truyền chỉ quở mắng các thầy giảng tập của các hoàng tử, bắt từ nay phải chú tâm dạy dỗ, nếu các hoàng tử không được công trạng gì sẽ bị nghị tội không tha.
Năm Minh Mạng thứ 21 (1840), ông được vua cha phong làm Tư Nghĩa Quận công (思義郡公). Cùng năm đó, vua cho đúc các con thú bằng vàng để ban thưởng cho các hoàng thân anh em, các hoàng tử công và hoàng tử chưa được phong tước. Quận công Miên Tể được ban cho một con hải mã bằng vàng nặng 6 lạng 9 đồng cân.
Năm Thiệu Trị thứ 4 (1844), Giáp Thìn, ngày 26 tháng 10 (âm lịch), quận công Miên Tể qua đời, hưởng dương 23 tuổi. Mộ của ông được táng tại Nguyệt Biều (nay thuộc phường Thủy Biều, Huế), cạnh tẩm mộ của Phong Hòa Công chúa Nhu Thuận và Tương An Quận vương Miên Bảo; còn phủ thờ của ông được dựng ở phường Vĩnh Lợi, Huế.
Nghe tin ông mất, vua lấy làm thương tiếc, nghỉ chầu 3 ngày, ban 1000 quan tiền và các đồ khâm liệm, cho đi đường hầm để chôn, nơi nghỉ ngơi, quan tài các việc, truy tặng làm Nghĩa Quốc công (義國公), thụy là Cung Đạt (恭達). Vua sai Ninh Thuận công Miên Nghi, hoàng tử thứ tư của Minh Mạng, ban cho rượu tế và sai các quan đến tế cùng.
Tuy Lý vương Miên Trinh có làm bài văn viếng ông rằng:
Tính ông tĩnh mặc, cung kiệm tự giữ. Chăm học ngồi thường giường, dấu giày không ra đến ngõ. Cổng sân tĩnh mịch, cây cỏ tốt um, bàn ghế đầy bụi, sắt cầm đứt dây. Tay chán quản bút, giá để đầy sách tôi đòi được dạy học, lúc già biết làm thơ." Lại nói: "Giữ tính khiêm tốn, để tiện bè, tiến thoái có lễ độ, men tường mà chạy. Chỗ có đông người, nói cười có ý tứ. Cẩn thận ít nói, không ai khen không ai trách. Không thiết chơi thứ gì, chỉ thích đọc sách cổ, học đến nơi đến chốn lắm, nhưng cũng khá chăm siêng, tưởng rằng vẫn còn cùng chiếu học tập, ngờ đâu đã vội về nấm cỏ khôn. Người mất, của còn, anh em thương xót.

## Gia quyến

### Anh chị em
Ngoài quốc công Miên Tể, bà An tần còn sinh được thêm 2 hoàng tử và 1 hoàng nữ, là:
- Anh trai: Tương An Quận vương Miên Bảo, hoàng tử thứ 12.
- Em trai: Hòa Thạnh vương Miên Tuấn, hoàng tử thứ 37.
- Chị gái: Phong Hòa Công chúa Nhu Thuận, hoàng nữ thứ 8.

### Con cái
Quốc công Miên Tể có 2 con trai và 1 con gái. Ông được ban cho bộ chữ Thù (殳) để đặt tên cho các con cháu trong phòng. Con trai trưởng của ông là công tử Hồng Hào, lúc đầu tập phong làm Đôn Nghĩa Đình hầu (敦義亭侯), sau vì có tội bị đoạt tước phong. Cháu nội của quốc công Miên Tể là Ưng Linh tập phong Tá quốc khanh (奉國卿).